# Герої України. Крути. Перша Незалежність
«Герої України. Крути. Перша Незалежність» — український цикл, документальний фільм про героїв Крут, що померли за Українську Державу.

## Інформація про фільм
Крутянський бій, як, мабуть, жодна інша подія буремних років Української революції, породив колосальну кількість міфів, легенд, домислів різного спрямування, через чималу кількість яких реалії бою почали забуватися. Натомість на перший план виступив міф про 300 студентів, які одні протистояли більшовицькій навалі й майже всі загинули. Якими були події насправді? Про це розкажуть історики — у фільмі «Герої України. Крути. Перша Незалежність».
Стрічку створено творчим об'єднанням документальних фільмів та програм Національної телекомпанії України до 96-ї річниці героїчного бою на станції Крути українських захисників з військами радянської Росії. У зйомках документального фільму взяли участь Національний заслужений академічний ансамбль танцю України імені Павла Вірського, народні артисти України Наталія Сумська, Ніна Матвієнко, Василь Баша. Також до зйомок долучилися Юрій та Олексій Коваленки, громадська організація «Департамент воєнно-культурної антропології», воєнно-історичні клуби «Постріл» та «44 Камчатський полк», київська громадська організація "Клуб «Червона зірка»